# ExtraEnergie
Die ExtraEnergie GmbH ist ein deutscher Energieversorger mit Sitz in Monheim, der bundesweit als Energiediscounter am Markt auftritt. Seit 2009 am Markt zählt das Unternehmen nach eigenen Angaben derzeit mit über einer Million Kunden und einem jährlichen Umsatz von 1,021 Mrd. Euro (Stand: 2012) zu den zehn größten Energieanbietern im Privatkundenbereich. Zur Dachmarke ExtraEnergie gehören auch die Marken HitEnergie und Prioenergie.

## Geschichte
Im Juli 2008 wurde ExtraEnergie als unabhängiger Energieanbieter gegründet. Die Vertriebstätigkeiten wurden im vierten Quartal 2009 beginnend mit Stromprodukten aufgenommen. Mitte 2010 wurde das Produktportfolio um die Sparte Gas ergänzt. Laut dem Jahresabschluss zum Geschäftsjahr 2011 konnten im Jahr 2011 540.000 Neukunden gewonnen werden. Ende Juli 2012 teilte das Unternehmen mit, dass seit der Gründung über 1 Million Kunden akquiriert wurden. Das Unternehmen zählt nach eigenen Angaben somit zu den zehn größten Energieversorgern von über 1100 verschiedenen Anbietern im deutschen Privatkundenmarkt.
Seit Mitte 2012 ist die ExtraEnergie Mitglied im Verband für Wärmelieferung (VfW). Als Siegelträger verpflichtet sich das Unternehmen zur regelmäßigen Teilnahme an Qualifizierungsseminaren.
Die ExtraEnergie GmbH bezeichnet sich selbst als sog. virtuellen Energielieferant, kauft also Energie am Markt und speist diese in die Verteilernetzbetriebe (VNB) ein.
ExtraEnergie ist eine hundertprozentige Tochter der Beteiligungsgesellschaft Glotec Ventures.

## Produkte und Marken
ExtraEnergie setzt auf Umweltschutz und bietet ausschließlich Ökostrom  zu 100 Prozent aus erneuerbaren Quellen sowie 100 Prozent klimaneutrales Gas an. Der vom TÜV Nord zertifizierte Ökostrom garantiert einen Strommix, bei dessen Erzeugung die CO2-Emissionen durch Investitionen in Klimaschutzprojekte ausgeglichen werden. Auch die Schadstoffe, die bei Verbrennung, Förderung, Transport und Verarbeitung von Erdgas entstehen, werden durch Investitionen in Klimaschutzprojekte ausgeglichen.
Unter dem Markendach der ExtraEnergie versammeln sich die drei Marken extraenergie, prioenergie und HitEnergie. Dabei erfolgt eine weitere Produktdifferenzierung in extrastrom und extragas, priostrom und priogas sowie HitStrom und HitGas.

### Tarife
Das Unternehmen vertreibt unterschiedliche Tarife, sowohl an Privatkunden als auch Geschäftskunden. Dabei haben alle Tarife gemein, dass auf Vorauskasse verzichtet wird. Zudem beinhalten alle Tarife eine Preisfixierung (Preisgarantie). Der Verbraucher kann zwischen Tarifen mit einer Vertragslaufzeit von 12 und 24 Monaten und Tarifen mit oder ohne Neukunden-Bonus wählen. Neben verbrauchsunabhängigen Tarifen bietet das Unternehmen auch Pakettarife an, wobei eine Mindestverbrauchsmenge vorgeschrieben ist. Die Bezahlung der Energielieferung erfolgt in monatlichen Abschlägen.

### Vertrieb
ExtraEnergie verfolgt eine Mehr-Markenstrategie über verschiedene Vertriebskanäle. Dazu gehört der Vertrieb über die unternehmenseigene Webseite und die Zusammenarbeit mit verschiedenen Vertriebspartnern. Dazu gehören bspw. der Direktvertrieb oder verschiedene Preisvergleichsportale im Internet, wie Check24 oder Verivox. Auch wenn auf ein breites Spektrum an Vertriebskanälen zurückgegriffen wird, ist der Online-Markt mit über 50 % der Abschlüsse dominierend.

## Stromkennzeichnung
Nach § 42 des Energiewirtschaftsgesetzes (EnWG) zur Stromkennzeichnung sind alle Energieversorgungsunternehmen in Deutschland verpflichtet, Informationen zu Energieträgermix und Umweltauswirkungen zu veröffentlichen. ExtraEnergie veröffentlichte für das Jahr 2010 folgende Werte:
| Stromkennzeichnung 2013                 | Bundesweiter Durchschnitt | ExtraEnergie |
| --------------------------------------- | ------------------------- | ------------ |
| Erneuerbare Energieträger (in %)        | 25,90                     | 100,00       |
| Fossile Energieträger + Sonstige (in %) | 57,50                     | 0,00         |
| Kernenergie (in %)                      | 16,60                     | 0,00         |
| CO2-Emissionen (in g/kWh)               | 511,00                    | 0,00         |
| Radioaktiver Abfall (in g/kWh)          | 0,0004                    | 0,00         |

## Kritik
ExtraEnergie musste sich vor allem zu Beginn des Jahres 2012 einigen Vorwürfen auf Seiten von Kunden und Presse stellen. Die meisten dieser Vorwürfe richteten sich gegen die verspätete und fehlerhafte Erstellung der Jahresrechnungen. Das Unternehmen nahm hierzu mehrmals schriftlich Stellung und erklärte, dass dieses Problem aufgrund des starken Kundenwachstums zu Beginn des Jahres 2011 und der mangelnden Qualität der Informationen von regulierten Zählerableseunternehmen, von denen das Unternehmen abhängig sei, herrühre. Dies habe zu einer verringerten Servicequalität im Unternehmen geführt. Diesem Problem wurde laut Unternehmensangaben durch den Aufbau von Service-Kapazitäten und ein umfangreiches Qualitätsprogramm nun Rechnung getragen. Laut einer Studie aus 2018 ist ExtraEnergie der Stromanbieter mit den dritthäufigsten Verbraucherbeschwerden.
Von einigen Kunden wurde außerdem bemängelt, dass die Abschläge nach geringerem Verbrauch nicht entsprechend nach unten hin angepasst wurden. Die Verbraucherzentrale NRW hat in diesem Zusammenhang Verbandsklage vor dem Landgericht Düsseldorf gegen ExtraEnergie eingereicht. Das Neusser Unternehmen nahm im Rahmen eines Artikels der Welt Stellung und erklärte, dass es sich bei der ExtraEnergie im Gegensatz zu einem Grundversorgungsunternehmen eher um einen virtuellen Energiehändler handele. Da solche virtuellen Energiehändler nicht über „das Anschlussprivileg der Grundversorger“ verfügen, würden auch die gesetzlich festgesetzten Regelungen für die Grundversorger „lediglich als Leitgedanke“ gelten, im Rahmen der Möglichkeit jedoch selbstverständlich umgesetzt werden.
Dem WDR wurde berichtet, dass trotz kostenpflichtiger Preisgarantie die Verbraucherpreise erhöht worden seien. Ebenso gebe das Unternehmen Preiserhöhungen in E-Mails „versteckt am Ende“ an. Am 9. Dezember 2015 erklärte das Landgericht Düsseldorf die von ExtraEnergie GmbH versendeten Mitteilungen über Preiserhöhungen für unwirksam. Die Verbraucherzentrale Sachsen hatte dagegen geklagt, dass die Preiserhöhungen in langen, unbedeutend scheinenden E-Mails mitgeteilt wurden. Die Berufung dagegen wurde vom Oberlandesgericht Düsseldorf am 20. Oktober 2016 zurückgewiesen. Dennoch führte Extraenergie diese Praxis in der Folgezeit fort, sodass das Landgericht ein Ordnungsgeld von 7.500 Euro festsetzte und ein Gewinnabschöpfungsverfahren eingeleitet wurde. 2019 wurde das Unternehmen durch das Landgericht dazu verpflichtet, vollumfänglich Auskunft über die daraus erzielten Gewinne zu geben. Das Oberlandesgericht erkannte im Berufungsverfahren zudem eine vorsätzliche Handlung von ExtraEnergie und erklärte weitere Preisanpassungs-E-Mails von 2015 bis 2017 für unwirksam. Der Fall liegt aktuell beim Bundesgerichtshof.
Am 3. August 2016 hat das Landgericht Düsseldorf (12 O 91/15) die von der Verbraucherzentrale Nordrhein-Westfalen eingereichte Unterlassungserklärung hinsichtlich der intransparenten Vertragsgestaltung in 11 Klauseln der Allgemeinen Geschäftsbedingungen für zulässig und begründet befunden. Die Klauseln verstoßen weit überwiegend gegen §§ 307 ff. BGB, 41 EnWG.
Mit Datum vom 19. April 2018 legte die ExtraEnergie GmbH Berufung vor dem Oberlandesgericht Düsseldorf ein (I-6 U 182/16). Das OLG Düsseldorf hat der Extra Energie GmbH die Verwendung von insgesamt 12 AGB-Klauseln in Energielieferverträgen untersagt. Unwirksam sind unter anderem drei Klauseln zu Pakettarifen sowie fünf Preisanpassungsklauseln, die das Sonderkündigungsrecht der Kunden ausschließen. Dagegen legte die Extra Energie GmbH Beschwerde vor dem BGH ein. Die Beschwerde der Extra Energie GmbH gegen die Nichtzulassung der Revision wurde vom BGH abgewiesen. Das Urteil ist rechtskräftig (Aktenzeichen VII ZR 119/18). Diesbezüglich stellt die Verbraucherzentrale Nordrhein-Westfalen auf ihrer Homepage drei Musterbriefe zur Verfügung, mit denen Kunden bei der ExtraEnergie GmbH zu viel gezahltes Geld bei Pakettarifen anteilig zurückverlangen können, Rückforderung von Strompreiserhöhungen bei Paketpreisen sowie die Rückforderung von Strompreiserhöhungen – rückwirkend bis 2017.
Am 29. Juli 2022 kündigten Extraenergie, prioenergie, extragrün, EVD & HitEnergie eine drastische Preiserhöhung trotz vertraglich zugesicherter Preisgarantien an und beriefen sich dabei auf eine Störung der Geschäftsgrundlage nach §313 BGB aufgrund der außergewöhnlichen Preissteigerungen bei den Rohstoffpreisen, bedingt durch den Ukraine-Krieg sowie staatlichen Eingriffen. Das Landgericht Düsseldorf untersagte dies mit Beschluss vom 26. August 2022 und gab damit einer Klage der Verbraucherzentrale Nordrhein-Westfalen statt.
Die ExtraEnergie GmbH legte gegen dieses Urteil Berufung ein. Nach Verhandlung am 23. März 2023 vor dem Oberlandesgericht Düsseldorf wurde das Urteil abgeändert. Das abgeänderte Urteil bestätigt weiterhin die für Verbraucher ausschlaggebende Ansicht der Verbraucherzentrale Nordrhein-Westfalen.